# Maschtoz (Katholikos)
Maschtoz (Maštoc‘) (* um 834/835; † 898) war ein Mönch, Klostergründer und Katholikos der Kirche der Armenier.
Maštoc‘ entstammt laut Stepanos Orbelian einer Familie christlicher Priester. Sein Vater Grigor übergab den etwa Zehnjährigen dem Abt Step‘annos zur Erziehung im bedeutenden Kloster Mak‘enoc‘. Die Priesterweihe erteilte dem Mönch der Bischof Davit von Siunien (sed. 839–857). Um 871 gründete Maštoc‘ zusammen mit der Fürstin Mariam von Gegharkunik das Insel-Kloster Sewanawank im Grenzgebiet der Bagratuni und der Siuni. Als Abt verfügte er eine strenge Klosterdisziplin. Sein Verhältnis zum amtierenden Katholikos Geworg Gałnec‘i blieb nicht spannungsfrei. Im Jahre 897 wurde Maštoc‘ selbst zum Katholikos bestellt, amtierte bis zu seinem Tod aber nur wenige Monate.

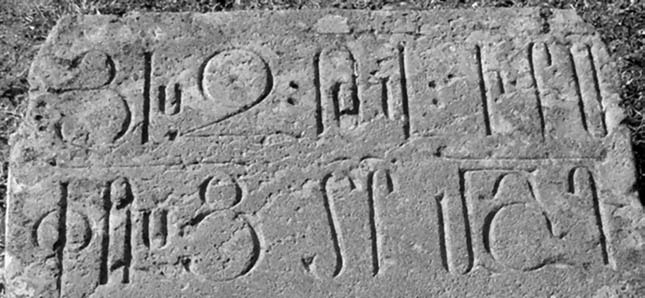
Grabstein des Katholikos Maschtoz von Jeghward; † 898

Der Umfang seiner schriftstellerischen Tätigkeit ist nicht genauer bekannt. Erhalten sind zwei Briefe pastoralen Inhalts. Maštoc‘ gilt als Redaktor des vermutlich nach ihm, nicht nach Mesrop Maschtoz, benannten Euchologions der armenischen Liturgie (Näheres: Maštoc‘). 